# Белоцерковец, Артур Владимирович
Артур Владимирович Белоцерковец (29 января 1972, Ленинград) — советский и российский футболист, защитник.

## Биография
Начал заниматься футболом в «Кировце», первый тренер Василий Васильевич Корчигин. В 1989 году провёл два матча за клуб во второй лиге. Из-за конфликта с тренером Александром Федоровым перешёл в ленинградское «Динамо», за которое в 1990 году во второй низшей лиге в девяти матчах забил один гол. В 1991—1997 годах играл за «Зенит». По окончании сезона-1997 некоторое время провёл в Китае. Вернувшись в «Зенит», подписал контракт, но оказался не нужен главному тренеру Анатолию Бышовцу. 2,5 сезона провёл в первом дивизионе в составе тульского «Арсенала» (1998—1999) и липецкого «Металлурга» (2000). Из Липецка уехал до окончания срока контракта, не смог подписать соглашение с одесским «Черноморцем» — не выдержал тренировку на 40-градусной жаре. В 2001 году с «Динамо СПб» вышел в первый дивизион, второй круг 2002 провёл в аренде в клубе чемпионата Казахстана «Женис» Астана. Завершил профессиональную карьеру в 2003 году в московском «Титане» во втором дивизионе после инсульта.
Позже — организатор спортивных мероприятий для сотрудников в структуре «Газпрома», детский тренер в школе профессионального футбола (футбольная школа «Спартак»). По состоянию на 2019 год — тренер-преподаватель платного подразделения в ДЮСШ ЦСКА-2.
Окончил Ленинградский ТИЦБП (1996).

## Семья
По состоянию на 2015 год жил в Зеленограде. Три сына — Денис (род. 19.05.2002, от первой жены), Артем (род. 2004) и Тимофей, занимаются футболом
Бывший муж сестры — Владимир Кулик.